# Hölzlmühle (Immenreuth)
Hölzlmühle ist ein Weiler auf der Gemarkung Ahornberg im oberpfälzischen Landkreis Tirschenreuth.

## Geografie
Hölzlmühle liegt im Tal des Flötzbaches, das sich im Südwesten des Fichtelgebirges befindet. Der Weiler ist ein Ortsteil der Gemeinde Immenreuth und liegt dreieinhalb Kilometer nordwestlich von deren Gemeindesitz.

## Geschichte
Das bayerische Urkataster zeigt Hölzlmühle in den 1810er Jahren als einen aus zwei Anwesen bestehenden kleinen Ort, der auf dem südöstlichen Ende einer schmalen Bachinsel liegt. Diese Insel wird von zwei Seitenarmen des Flötzbaches gebildet. Nach der Oberpfälzer Hammereinigung von 1387 wird hier ein Eisenhammer genannt („Herman Holder mit dem hamer zu der Holtzmühl“), der bis in das 17. Jhd. Bestand hatte. Heute erinnert nur mehr der Flurname Hammerhölzl an das abgegangene Eisenwerk.
Seit dem bayerischen Gemeindeedikt von 1818 hatte Hölzlmühle zur politischen Gemeinde Ahornberg gehört, die zum Zeitpunkt der Gemeindegründung neben dem Hauptort Ahornberg noch aus drei weiteren Ortschaften bestand. Nachdem die Gemeinde Ahornberg im Jahr 1946 noch um den Weiler Schadersberg aus der aufgelösten Gemeinde Punreuth erweitert worden war, wurde sie mit der bayerischen Gebietsreform ebenfalls aufgelöst und Hölzlmühle zusammen mit ihr in die Gemeinde Immenreuth eingegliedert.
| Jahr          | 001824 | 001871 | 001885 | 001900 | 001925 | 001950 | 001961 | 001970 | 001987 |
| Einwohnerzahl | 14     | 18     | 19     | 19     | 9      | 18     | 13     | 2      | 17     |